# Megariker
Die Megariker (manchmal auch Dialektiker oder Eristiker) waren eine Gruppe von griechischen Philosophen der Antike, die im Zeitraum vom 5. bis zum 3. Jahrhundert v. Chr. lebten.
Der erste Megariker war Euklid von Megara, alle weiteren werden als Nachfolger Euklids oder seiner Schüler bezeichnet. Eine weitere Gemeinsamkeit liegt in ihrer Beschäftigung mit dialektischen (heute würde man sagen: logischen) Fragen. Die Megariker hatten keine feste Lehrstätte, noch waren sie in einer Organisation verbunden. Allein für Euklid von Megara und Stilpon ist ein durchgehender Wohnsitz in der Stadt Megara bezeugt.

## Überlieferung
Sämtliche Schriften der Megariker sind verloren. Erhalten ist lediglich ein Zitat aus einer Schrift Euklids von Megara sowie etliche antike Berichte über Leben und Lehren der Megariker. Die wichtigste dieser Quellen ist der antike Philosophiehistoriker Diogenes Laertios.

## Vertreter
Außer Euklid von Megara (um 450 bis 368 v. Chr.) sind heute folgende Megariker bekannt: Im 4. Jahrhundert v. Chr. wirkten Bryson von Herakleia, Kleinomachos von Thurioi, Eubulides, Dionysios von Chalkedon und Polyxenos (Zugehörigkeit zu den Megarikern umstritten); im späten 4. und im 3. Jahrhundert v. Chr. wirkten Alexinos, Panthoides, Diodoros Kronos, Philon von Megara, Stilpon und Nikarete.

## Rezeption
Bereits Cicero (106 bis 43 v. Chr.) zählt die Megariker (wie auch die Eretriker, die Herilleer und die Pyrrhoneer) zu den seit langem in Vergessenheit geratenen Philosophen.